# عربی مغربی
عربی مغربی یا دارجه (عربی: الدارجة) گروهی از گویش‌های عربی است که عرب-بربرها در مراکش، الجزایر، تونس، لیبی، صحرای غربی و موریتانی به آن سخن می‌گویند. این گروه شامل مراکشی، الجزایری، تونسی، لیبیایی و حسانی است.
عبارت دارجه که به معنای «زبان رایج و همگانی» است، توسط سخنوران این زبان برای تمایز آن با عربی نوین معیار به کار می‌رود. اعتقاد بر این است که ریشه زبان مالتی که خود از عربی سیسیلی ریشه گرفته، در نهایت به عربی تونسی برسد چون این زبان دارای برخی از ویژگی‌های معمول عربی مغربی است.

## گویش‌ها
- گویش‌های عربی پیشاهلالی
- گویش‌های عربی هلالی
- کوینه‌ها:
  - عربی الجزایری
  - عربی مراکشی
  - عربی تونسی
  - عربی لیبیایی
  - عربی جبلی
  - عربی جیجلی
  - عربی اندلسی (منقرض)
  - عربی سیسیلی (منقرض)
    - زبان مالتی
- بادیه‌نشینان غرب:
  - عربی حسانی
  - عربی صحرایی